# Pereslavl-Zalesskij
Pereslavl-Zalessky (ryska: Переславль-Залесский), tidigare känd som Pereyaslavl-Zalessky, är en stad i Jaroslavl oblast i Ryssland, belägen på huvudvägen Moskva–Jaroslavl och på den sydöstra stranden av Lake Pleshcheyevo vid mynningen av floden Trubezh. Befolkning: 41 925 (folkräkningen 2010); 43 379 (2002); 42 331 (1989 sovjetisk folkräkning). 

## Historia
Den grundades 1152 av George I av Vladimir som en planerad huvudstad i Zalesye (lit. ”bortom skogen”). Invånarna i den närliggande staden Kleshchin flyttades till den nya staden.
Mellan 1175 och 1302 var Pereslavl säte för ett furstendöme. 1302 ärvdes staden av Moskvas furste efter att Dmitrij av Pereslavls son Ivan dött barnlös. Pereslavl-Zalessky ödelades flera gånger av mongolerna mellan mitten av 1200-talet och början av 1400-talet. Under åren 1611-1612 drabbades staden av den polska invasionen.
År 1688-1693 byggde Peter den store sin berömda ”nöjesflotta” på Pleshcheyevosjön för sitt eget nöjes skull, inklusive den så kallade Peters lilla båt (botik), som kan betraktas som föregångaren till den ryska flottan. Det centrala marinmuseet, som berättar om den ryska flottans historia, hyser för närvarande denna båt i skalenlig modell.
År 1708 blev staden en del av Moskvas guvernement.

## Geografi
Pereslavl-Zalessky ligger i södra Yaroslavl Oblast, nära gränsen till Moskva Oblast, 140 kilometer nordost om Moskva och 123 kilometer sydväst om Yaroslavl.

## Administrativ och kommunal status
Inom ramen för administrativa indelningar fungerar Pereslavl-Zalessky som administrativt centrum för Pereslavsky-distriktet, även om det inte är en del av det. Som administrativ indelning är den separat inkorporerad som staden av oblastbetydelse Pereslavl-Zalessky - en administrativ enhet med samma status som distrikten. Som en kommunal division är staden av oblastbetydelse Pereslavl-Zalessky införlivad som Pereslavl-Zalessky Urban Okrug.

## Vetenskap och utbildning
Den ryska vetenskapsakademins institut för programsystem är baserat i staden. Ett litet icke-statligt universitet med nära anknytning till institutet, University of Pereslavl, fanns mellan 1992 och 2017, då det gick i konkurs och likviderades.

## Sevärdheter och arkitektur
Staden är en del av Rysslands gyllene ring. Monument av kyrkoarkitektur inkluderar sex arkitekturkomplexkloster och nio kyrkor. Anmärkningsvärda historiska byggnader är:
- Frälsarens katedral i vit sten (1152–1157)
- Church of Metropolitan Peter (1585)
- Troitse-Danilov-klostret (1500–1700-talen)
- Nikitsky-klostret (1500–1800-talet)
- Feodorovsky-klostret (1500–1800-talet)
- Goritsky-klostret (1600–1700-talen)

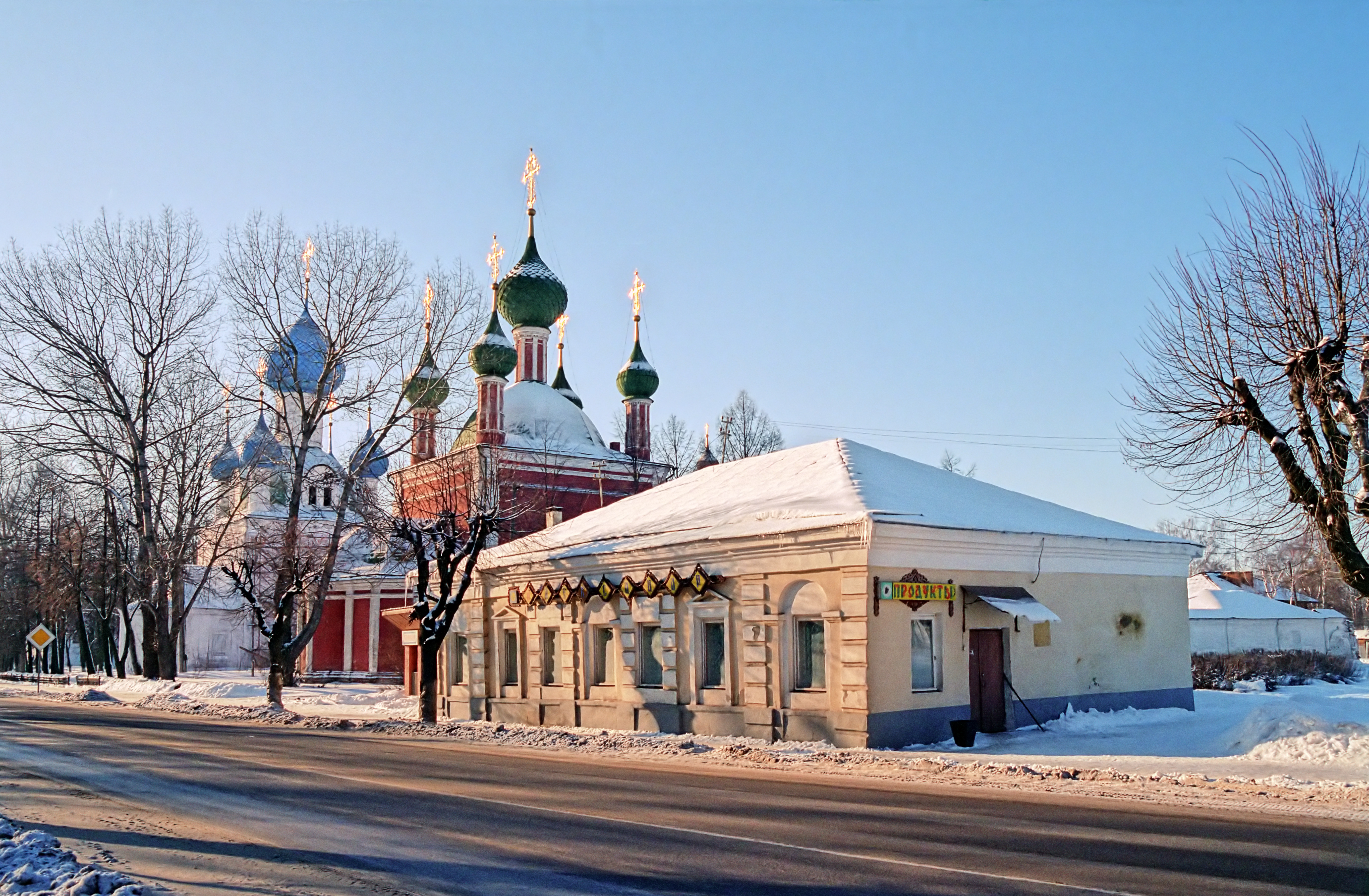
Sovetskaya Street.
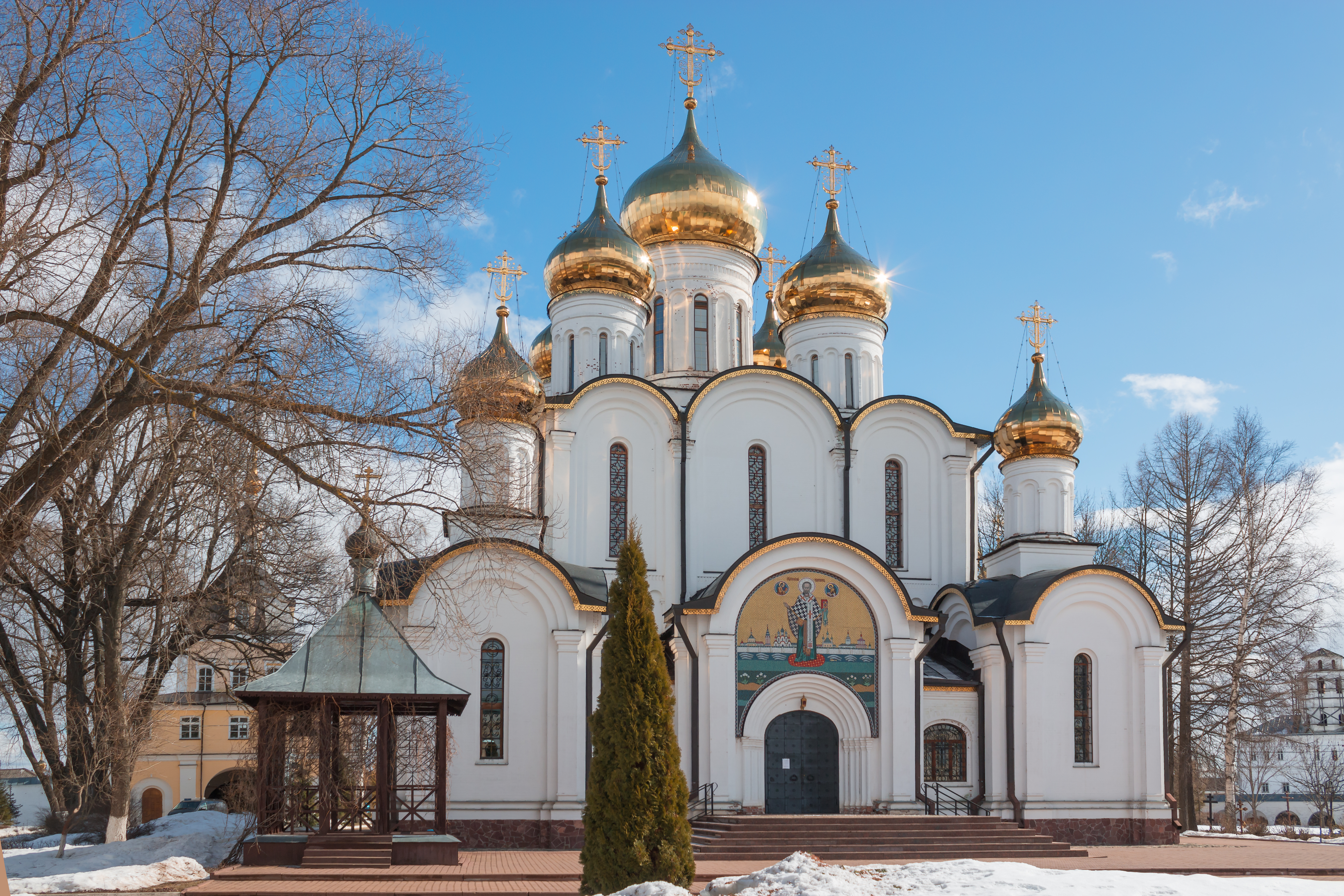
St Nicholas Monastery byggdes på 1400-talet.
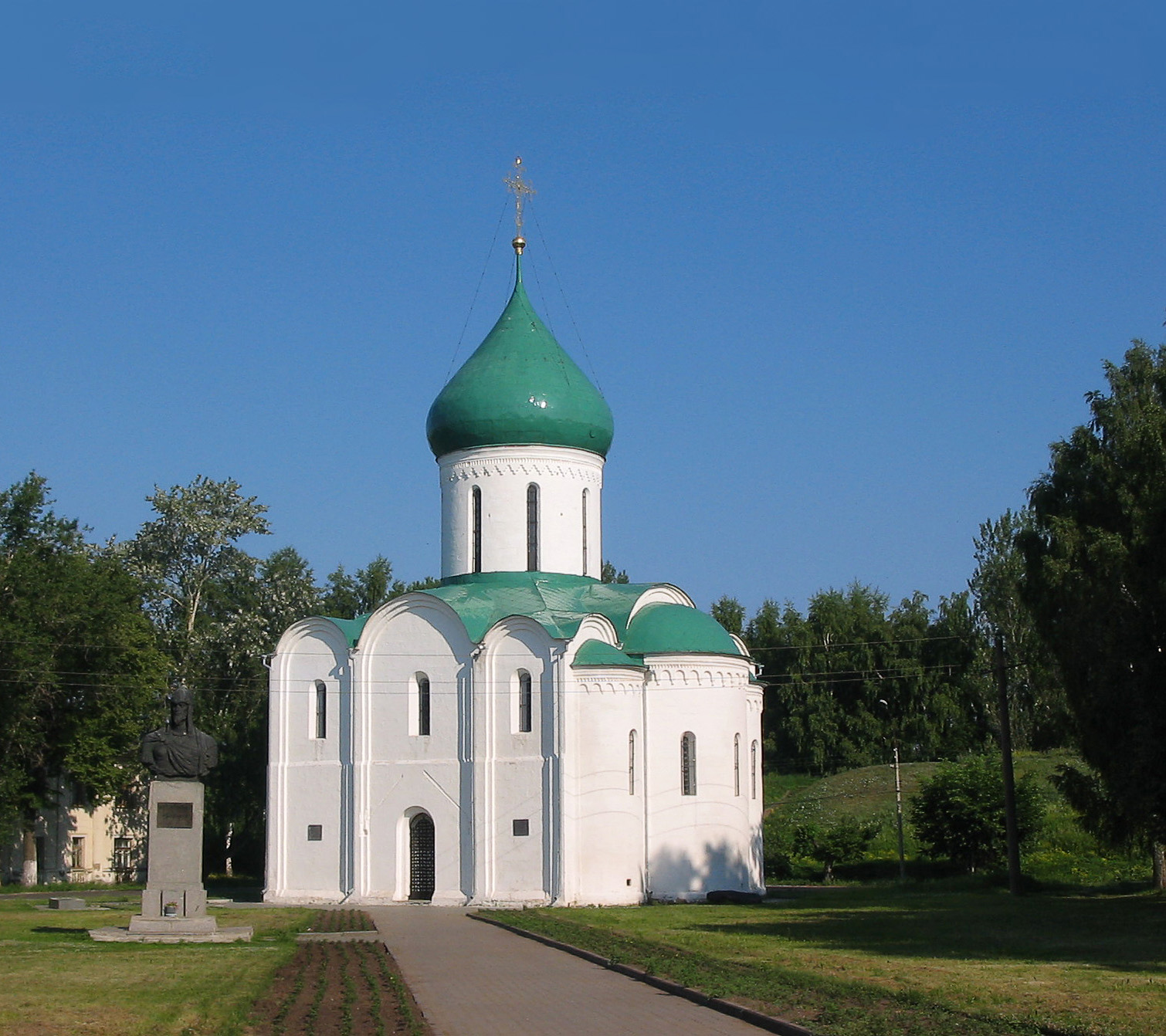
Frälsarens katedral (1152–1157).
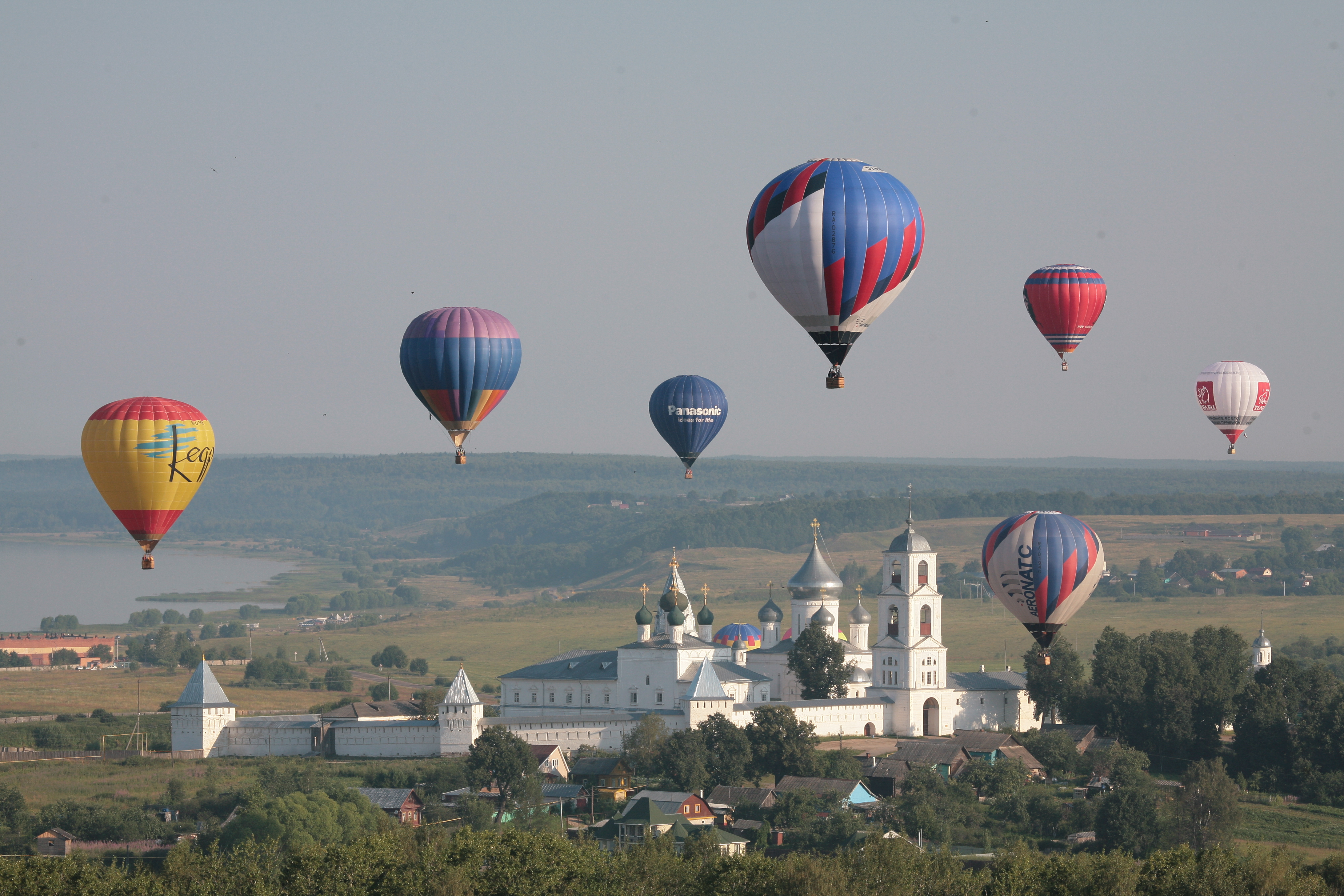
Flygteknikfestival över Nikitsky-klostret.

Museum och utställningar

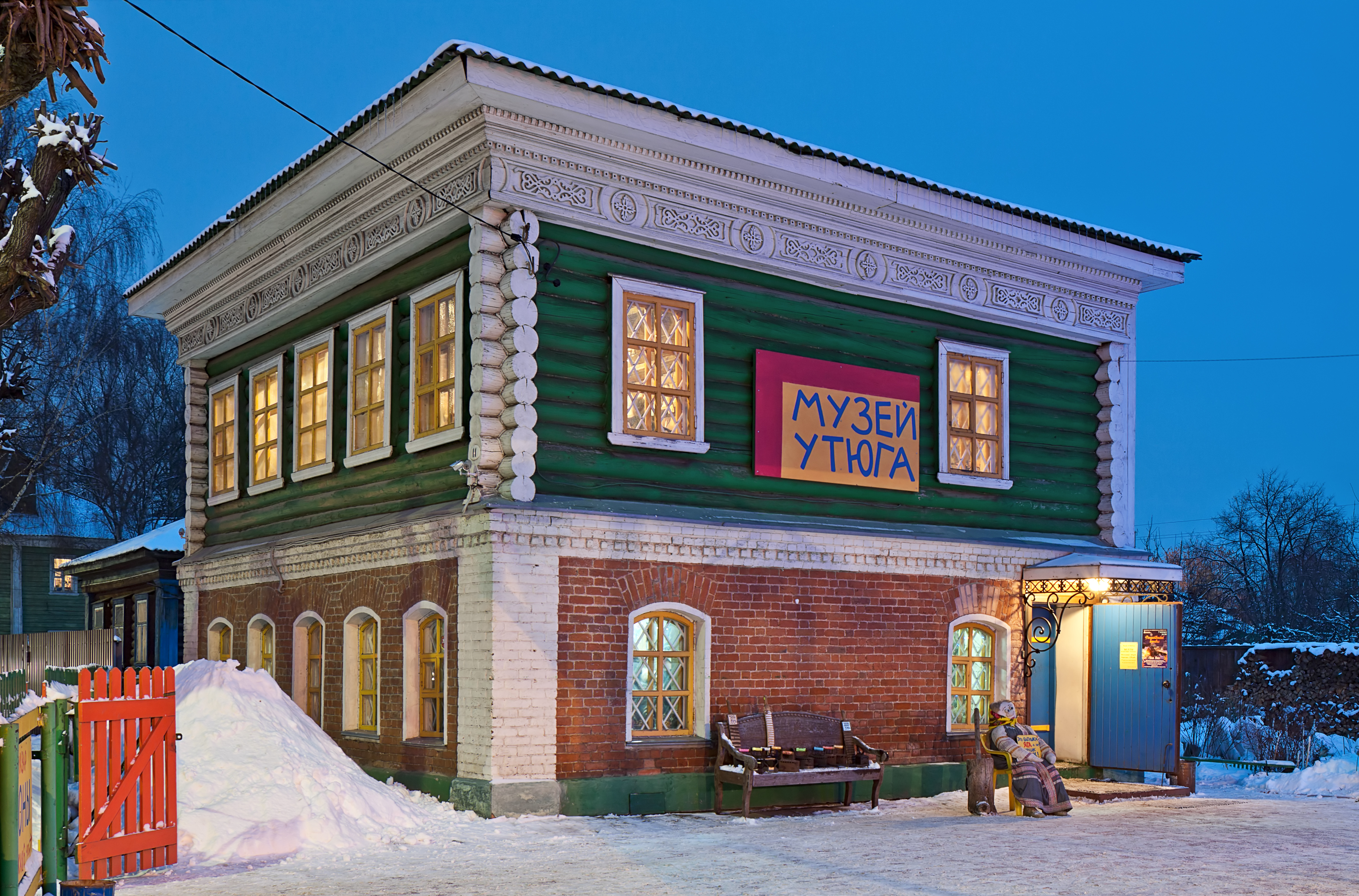
Järnmuseum i Pereslavl.

- Museum-Preserve of Pereslavl-Zalessky (i Goritsky-klostret)
- Museum – Estate "Peter den stores lilla båt"
- Pereslavl Arboretum
- Museum of Flat Irons
- Vattenkokarnas museum
- Ångmaskineriets museum

Kleshchin-komplexet, ett arkeologiskt monument, ligger cirka 2 kilometer (1,2 mi) från själva staden. De ursprungliga markarbetena (som fortfarande är ganska stora) från försvarsmuren som ursprungligen kretsade staden är fortfarande här, det är möjligt att gå längs dessa försvarsstrukturer. Liksom delar om den ursprungliga vägen som låg vid dess bas.
Staden ligger på stranden av sjön Pleschayevo, en stor sjö som drar turister under hela säsongen. Kitesurfing är särskilt populärt, liksom camping.

## Ytterligare läsning
- (in Russian) Pereslavl-Zalessky. Materials for the History of the 17th and 18th centuries (1884) (Переславль-Залесский. Материалы для истории города XVII и XVIII столетий) at Runivers.ru in DjVu and PDF formats